# Haukauratj (Jokkmokks socken, Lappland, 737088-169543)
Haukauratj är en sjö i Jokkmokks kommun i Lappland och ingår i Luleälvens huvudavrinningsområde.